# Medalla Benjamin Franklin

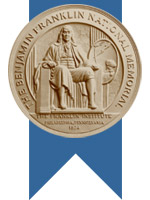
Medalla Benjamin Franklin.

La Medalla Benjamin Franklin es un galardón que concede la Real Sociedad de Artes (The Royal Society of Arts) a individuos, grupos y organizaciones que han realizado esfuerzos en promover el conocimiento anglo-americano en áreas determinadas por los estatutos de dicha sociedad. De igual modo, presta reconocimiento a quienes han realizado una contribución significativa a asuntos globales a través de la cooperación y colaboración entre Estados Unidos y Reino Unido.
La medalla es concedida anualmente, de manera alternativa, a ciudadanos de Estados Unidos y Reino Unido.
La Medalla Benjamin Franklin de la Real Sociedad de Artes se instituyó en 1956 para conmemorar el 250.º aniversario del nacimiento de Benjamín Franklin y el 200.º aniversario de su ingreso en la Real Sociedad de Artes (Real Sociedad para el Desarrollo de las Artes, Manufacturas y Comercio).

## Medallistas
- 1957 Profesor Frederic Calland Williams, profesor de ingeniería eléctrica en la Universidad de Mánchester
- 1958 Peter Ustinov, actor, productor, director.
- 1959 George Horatio Nelson, director de la Compañía Eléctrica Inglesa, Ltd.
- 1960 Robert Nicholson, interiorista
- 1961 Alick Dick, presidente y director ejecutivo de Standard-Triumph International Limited
- 1962 The Lord Rootes fundador del Rootes Group
- 1963 John Hay Whitney, diplomático norteamericano.
- 1964 Sir Evelyn Wrench fundador de la Unión de Habla Inglesa y la Liga de Ultramar
- 1965 Paul Mellon
- 1966 Sir Denis Brogan, escritor
- 1967 Dr. Detlev Bronk, presidente de la Universidad Rockefeller
- 1968 Peter Wilson, presidente de Sotheby's
- 1969 Dr. Louis Booker Wright
- 1970 Sir Denning Pearson, director ejecutivo y presidente de Rolls Royce
- 1971 David Bruce, diplomático
- 1972 Sir William Walton, compositor
- 1973 Alistair Cooke, escritor y periodista
- 1974 Margot Fonteyn, bailarina
- 1975 Wilmarth Sheldon Lewis
- 1976 Harold Macmillan
- 1977 J. William Fulbright, exsenador de los Estados Unidos por Arkansas.
- 1978 Dr. Ivor Armstrong Richards, profesor emérito de la Universidad de Harvard
- 1979 Profesor Henry-Russell Hitchcock, escritor y conferenciante
- 1980 Sir Bernard Lovell, profesor de radioastronomía en la Universidad de Mánchester
- 1981 Lincoln Kirstein, director de la Escuela Americana de Ballet
- 1982 Roger Makins, diplomático y primer barón de Sherfield
- 1983 Dr. Lewis Mumford, escritor y profesor de planificación urbanística
- 1984 Gordon Richardson of Duntisbourne, exgobernador del Banco de Inglaterra
- 1985 Harry L. Hansen, profesor en Harvard Graduate School of Business Administration
- 1986 Sir David Wills, anterior presidente de la Fundación Ditchley
- 1987 Kingman Brewster, diplomático
- 1988 Profesor Esmond Wright
- 1989 Sam Wanamaker, actor, director y fundador del Shakespeare’s Globe Theatre
- 1990 Sir David Attenborough, naturalista y divulgador
- 1991 Edward Streator, diplomático
- 1993 Robert Venturi y Denise Scott Brown, arquitectos
- 1994 Sir John Templeton, analista financiero y filántropo
- 1995 Raymond G. H. Seitz, diplomático
- 1996 Sir David Puttnam, productor de cine
- 1997 William R. Hewlett, cofundador y director emérito de Hewlett-Packard
- 1998 Sir Alexander Trotman, presidente y director ejecutivo de la Ford Motor Company
- 1999 Senador George J. Mitchell, consejero de negociaciones de paz en Irlanda del Norte
- 2000 Judi Dench, actriz
- 2001 Philip Lader, exembajador de los Estados Unidos
- 2002 Marjorie Scardino, presidenta ejecutiva de Pearson PLC
- 2003 General Colin Powell, ex secretario de Estado de los Estados Unidos
- 2004 Jonathan Ive, vicepresidente de diseño de Apple Computer
- 2005 Dr. Amory Lovins, CEO del Rocky Mountain Institute
- 2008 Sir Ken Robinson
- 2009 Profesora Elizabeth Gould
- 2010 Profesor Jonathan Israel
- 2011 Profesor Lawrence Sherman
- 2013 Walter Isaacson
- 2015 Chris Anderson